# Soiuz 23

Sigla misiunii

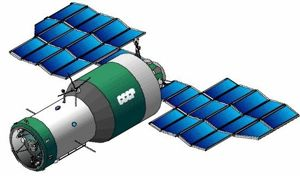
Stația spațială Saliut 5, obiectivul navei spațiale Soiuz 23

Soiuz 23 sau Soyuz 23 (în rusă Союз 23, Uniune 23) a fost un zbor spațial cu echipaj sovietic din octombrie 1976, al doilea către stația spațială Saliut⁠(d) 5. Cosmonauții Viaceslav Zudov și Valeri Rojdestvenski au ajuns lângă stație, dar o defecțiune a echipamentului nu a permis andocarea și misiunea a trebuit să fie întreruptă.
Echipajul s-a întors pe Pământ, dar a aterizat  pe Lacul Tengiz, parțial înghețat, prima amerizare cu echipaj din programul spațial sovietic. Cu toate că nu a fost nicio îngrijorare cu privire la vreo amenințare imediată la adresa echipajului, capsula s-a scufundat sub suprafața lacului înghețat, iar recuperarea a durat nouă ore din cauza ceții și a altor condiții nefavorabile. Aterizarea a marcat singurul exemplu de aterizare cu parașuta neintenționată (splashdown) a unei nave spațiale cu echipaj până în prezent.

## Echipaj

### Echipaj principal
| Post            | Cosmonaut                              | Cosmonaut                              |
| --------------- | -------------------------------------- | -------------------------------------- |
| Comandant       | Viaceslav Zudov Doar zbor spațial      | Viaceslav Zudov Doar zbor spațial      |
| Inginer de zbor | Valeri Rojdestvenski Doar zbor spațial | Valeri Rojdestvenski Doar zbor spațial |

### Echipaj de rezervă 1
| Post            | Cosmonaut       | Cosmonaut       |
| --------------- | --------------- | --------------- |
| Comandant       | Viktor Gorbatko | Viktor Gorbatko |
| Inginer de zbor | Iuri Glazkov    | Iuri Glazkov    |

### Echipaj de rezervă 2
| Post            | Cosmonaut          | Cosmonaut          |
| --------------- | ------------------ | ------------------ |
| Comandant       | Anatoli Berezovoîi | Anatoli Berezovoîi |
| Inginer de zbor | Mihail Lișun       | Mihail Lișun       |

## Misiunea
Soiuz 23 a fost lansat la 14 octombrie 1976 cu o misiune estimată de 73 până la 85 de zile planificată la bordul stației spațiale Saliut 5, aflată pe orbită. Alte surse sugerează că o misiune de 17 până la 24 de zile a reprezentat o intenție mai probabilă. A fost prima vizită a stației după încetarea bruscă a misiunii Soiuz 21 în august 1976. Cu toate acestea, la 15 octombrie 1976, în timpul fazei de apropiere automată, sistemul automat de andocare a funcționat defectuos înainte ca nava spațială să se afle la 100 de metri de stație. Echipajele au fost instruite pentru o andocare manuală, dar nu pentru o abordare manuală. În consecință, misiunea a trebuit să fie abandonată.
Nava avea o baterie care îi asigura necesarul doar pentru două zile de alimentare, așa că sistemele au fost oprite, inclusiv radioul, pentru a economisi energie. Oportunitatea de aterizare a zilei trecuse deja, așa că au trebuit să aștepte oportunitatea de aterizare de a doua zi lângă Cosmodromul Baikonur. La 16 octombrie 1976, Soiuz 23 s-a întors pe Pământ și a aterizat la 17:45:53 UTC, dar condițiile meteorologice au fost proaste, iar cosmonauții au experimentat o recuperare neobișnuită. Au aterizat pe un lac înghețat, Tengiz, (adâncime medie 2,5 m, adâncime maximă 6,7 m), la 8 km de mal, în mijlocul viscolului, cu ceață și temperaturi de −22 °C. A fost prima aterizare pe apă a unui echipaj sovietic. Capsula a fost proiectată să aterizeze în orice condiții, chiar și într-un corp de apă, așa că singura preocupare a fost dificultatea crescută în găsirea capsulei și a echipajului.
Parașuta s-a scufundat rapid sub apă și a târât capsula și echipajul său sub suprafață; în plus, un scurtcircuit electric cauzat de impactul apei a făcut ca parașuta de rezervă să se declanșeze accidental. Capsula s-a răcit în apa înghețată, iar cosmonauții și-au scos costumele sub presiune și și-au îmbrăcat costumele normale de zbor, așteptând o salvare rapidă. Parașutele s-au îmbibat cu apă și au tras capsula într-o parte, împiedicând deschiderea trapei. Antenele de transmisie erau și ele sub apă, astfel că echipajul nu a putut comunica cu echipele de salvare. Balizele capsulei nu au putut fi văzute în ceața densă, iar plutele de cauciuc folosite pentru a încerca să ajungă la capsulă erau blocate de gheață și nămol. Vehicule amfibii cu  pernă de aer au fost aduse în apropiere, dar nu au putut ajunge la capsulă din cauza mlaștinilor din jurul lacului. În consecință, salvarea a fost amânată până în zori. Cosmonauții erau în siguranță, dar aveau un nivel redus de energie electrică, așa că au fost forțați să închidă totul, în afară de o mică lumină interioară.
A doua zi dimineață, scafandri militari  au coborât din elicoptere și au atașat dispozitive de plutire la nava Soiuz. Capsula era prea grea pentru a fi ridicată de elicopter, așa că a fost târâtă la țărm. Operațiunea de recuperare a durat cca. nouă ore. Nu s-a făcut nicio încercare de a deschide trapa, deoarece echipajele de recuperare au presupus că cei doi cosmonauți erau morți, așa că au chemat o echipă specială pentru a se prelua cadavrele. În cele din urmă, la unsprezece ore după impact, cosmonauții au deschis trapa și au ieșit vii și bine, dar erau foarte răciți (interiorul modulului de coborâre a fost acoperit cu brumă).
Comunicatele de presă ale agenției sovietice de știri TASS au anunțat că a avut loc o aterizare pe apă și că cei doi cosmonauți au fost recuperați în siguranță, dar nu s-a făcut nicio mențiune despre operațiunea de salvare desfășurată și detalii ale acesteia nu au fost dezvăluite decât în epoca glasnostului, un deceniu mai târziu.

## Parametrii misiunii
- Masa: 6.750 kg (14.900 lb) [7]
- Perigeu: 243,0 km (151,0 mi)[Convert: Număr în engleză] [8]
- Apogeu: 275,0 km (170,9 mi)[Convert: Număr în engleză]
- Înclinare: 51,6°
- Perioada: 89,5 minute